# Heathrow Airport Holdings
Heathrow Airport Holdings Limited, bis Ende 2012 BAA Limited, ist der Besitzer und Betreiber des britischen Flughafens London-Heathrow. Am 28. November 2023 gab die spanische Ferrovial bekannt, dass sie sich von ihrem Anteil an der Gesellschaft in Höhe von 25 % für 2,4 Milliarden Pfund trennen wird. Die Anteile werden laut der Pressemeldung vom Saudischen Staatsfonds (PIF) 10 % und der Privat-Equity-Gruppe Ardian 15 % aus Frankreich übernommen. HAH ist auch Besitzer und Betreiber des Heathrow Express.

## Anteilseigner
| Eigner                                 | Anteil in % |
| -------------------------------------- | ----------- |
| Qatar Investment Authority             | 20 %        |
| Ardian                                 | 15 %        |
| Caisse de dépôt et placement du Québec | 12,62 %     |
| GIC                                    | 11,20 %     |
| Australian Retirement Trust            | 11,18 %     |
| China Investment Corporation           | 10 %        |
| Universities Superannuation Scheme     | 10 %        |
| Public Investment Fund                 | 10 %        |

## Geschichte
Mit dem Gesetz British Authority Act wurde 1966 die British Airports Authority geschaffen. Diese übernahm die Verantwortung über ursprünglich vier Flughäfen im Staatsbesitz: Heathrow, Gatwick, Stansted und Glasgow-Prestwick. In den folgenden Jahren kamen Edinburgh, Aberdeen und Southampton hinzu.
Mit dem Airports Act wurde das Unternehmen im Jahr 1986 über eine Börseneinführung privatisiert. Das neue Unternehmen BAA plc hatte zu Beginn eine Marktkapitalisierung von 1,225 Milliarden Pfund. Im Jahr 1991 wurde der Flughafen Prestwick verkauft. In den letzten Jahren hat BAA ins Ausland expandiert. Es übernahm sämtliche Ladengeschäfte in mehreren US-amerikanischen Flughäfen (über die Tochtergesellschaft BAA USA Inc.) und ist der alleinige Betreiber mehrerer Flughäfen in Australien und den USA. Im Dezember 2005 übernahm BAA 75 % des Flughafens Budapest Ferihegy, als dieser durch die ungarische Regierung privatisiert wurde.
Im Juli 2006 wurde das Unternehmen BAA von einem Konsortium unter der Führung des spanischen Konzerns Ferrovial übernommen (in dem Ferrovial 55,87 % hielt, der kanadische Pensionsfonds Caisse de dépôt et placement du Québec 26,48 % und der Staatsfonds GIC aus Singapur 17,65 %). Dies erfolgte nach einem Übernahmegebot für BAA plc in Höhe von 10,1 Milliarden Pfund. Als Folge der Übernahme ist das Unternehmen nicht länger an der Börse notiert.
Aus dieser Übernahme resultiert 2007 ein Weiterverkauf der Anteile am Flughafen Budapest an ein Konsortium aus Hochtief AirPort, der Caisse de Dépôt et Placement du Québec, der GIC aus Singapur und der KfW IPEX-Bank für 1,9 Mrd. Euro.
BAA ist seit 2006 außerdem Gegenstand einer Untersuchung der britischen Konkurrenzkommission; im August 2008 wurde in einem vorläufigen Befund empfohlen, BAA zum Verkauf der Flughäfen Gatwick, Stansted und Glasgow zu zwingen. In diesem Rahmen gab BAA im September 2008 seine Entscheidung bekannt, einen Käufer für Gatwick zu suchen. Am 19. März 2009 gab die Kommission ihre Entscheidung bekannt, nach der BAA seine Flughäfen in London-Gatwick und London-Stansted und einen der schottischen Flughäfen (Glasgow oder Edinburgh) innerhalb von zwei Jahren abgeben müsse. Im Oktober 2009 erfolgte der Verkauf von Gatwick an ein Konsortium von Finanzinvestoren unter der Führung von Global Infrastructure Partners. Gegen den Verkauf der anderen Flughäfen wurde zunächst Einspruch erhoben; im Oktober 2011 gab BAA jedoch die Absicht bekannt, den Flughafen Edinburgh verkaufen zu wollen. Im April 2012 erfolgte schließlich der Verkauf des Flughafens Edinburgh zum Preis von 807 Millionen Pfund an GIP.
Im Januar 2013 wurde der Flughafen London-Stansted für etwa 1,8 Milliarden Euro an die Manchester Airports Group verkauft.
Dezember 2014 verkaufte das Unternehmen die Flughäfen Glasgow International, Aberdeen und Southampton an AGS Airports Ltd.

## Name
Obwohl das Unternehmen darauf verweist, dass der frühere Name einfach nur „BAA Limited“ lautete und die Buchstaben keinerlei Bedeutung hatten, wurde es oft fälschlicherweise als „British Airports Authority“ bezeichnet. Die eigentliche „Authority“, also die Behörde, wurde 1986 infolge der Privatisierung aufgelöst. Seit Anfang 2013 trägt die Gesellschaft den neuen Namen Heathrow Airport Holdings Limited.

## Flughäfen

### Flughafen in Besitz
- London-Heathrow

### Verkaufte Flughäfen
- Aberdeen (Dez 2014 verkauft)
- Glasgow International (Dez 2014 verkauft)
- Southampton (Dez 2014 verkauft)
- London Stansted Airport (Feb 2013 verkauft)
- Flughafen Edinburgh (April 2012 verkauft)
- Flughafen London Gatwick (Dez 2009)